# 旭城 (豊前国)
旭城(あさひじょう)は福岡県豊前市千束(現在)にに位置する明治に築城された城である。
別名:千束旭城、旭陣屋、千束城、千束陣屋

## 歴史

### 旭城の築城
明治2年(1869年)の版籍奉還で小倉藩の支藩であった新田藩主小笠原貞正は千束藩知事に任命され新たに陣屋を建設した。
明治3年(1870年)小笠原貞正によって築かれた。
しかし、築城後わずか1年あまり明治4年(1871年)の廃藩置県により廃城となった。

### 城下町の形成
明治3年に築城された、旭城はそれに伴って城下町が形成されるという全国でも例を見ない政策が行われました。4.豊前市の歴史文化の特徴

## アクセス[3]

### 電車
JR日豊本線・宇島駅から徒歩40分

### 車
東九州自動車道・豊前ICから7分

## 付近の城[4]
中津城(奥平家歴史資料館)
八屋城跡
鬼木城跡
緒方城跡
高田城跡など